# Teater Nordkraft
Teater Nordkraft er et dansk teater i Aalborg, der blev etableret i 2010 som fusion mellem Jomfru Ane Teatret og Jako-Bole Teatret. Teater Nordkraft producerer forestillinger for både børn, unge og voksne og har en fast lokation i kulturhuset Nordkraft. Det fungerer som et lille storbysteater med fokus på scenekunst i forskellige former.

## Historie
Teater Nordkraft blev etableret i 2010, som en fusion mellem to markante teatre i Aalborg: Jomfru Ane Teatret og Jako-Bole Teatret, der begge bidrog væsentligt til Aalborgs kulturliv.
Jomfru Ane Teatret blev grundlagt i 1967 af en gruppe unge skuespillere fra Aalborg Teater. Med Mogens Pedersen som den første kunstneriske leder, etablerede Jomfru Ane Teatret sig som en intimscene i Aalborg. Teatret startede i Jomfru Ane Gade, men flyttede senere til forskellige lokationer, herunder et pakhus stillet til rådighed af kommunen i 1981. I 1980 blev det et egnsteater og fik fra 1996 status som lille storbyteater.
Jako-Bole Teatret blev etableret i 1978 af Jakob Magid og Ole M. Christensen, hvis fornavne dannede teatrets navn. Teatret specialiserede sig i børneteater og opnåede status som egnsteater i 1987. I 1994 fik det sin egen scene og fra 2000 fuld råderet over denne.
I 2010 fusionerede Jomfru Ane Teatret og Jako-Bole Teatret til Teater Nordkraft, beliggende i det tidligere kraftværk og nu kulturhus, Nordkraft i Aalborg. Teater Nordkraft viderefører traditionen for at producere forestillinger for både børn, unge og voksne og fungerer som et lille storbyteater i Aalborg Kommune.

## Kunstnerisk profil
Teater Nordkraft har et særligt fokus på at skabe oplevelser til alle aldersgrupper. Teatret samarbejder med uddannelsesinstitutioner og andre kulturaktører for at styrke teaterkunsten i Nordjylland.
Teater Nordkraft arbejder med en bred vifte af forestillingstyper, der spænder fra klassiske dramatiske værker til nyskrevne eksperimenterende opsætninger. Teatret arbejder ud fra en maksimalistisk tilgang, hvor der arbejdes med stærke kontraster og intense sanseindtryk. Publikum inddrages ofte direkte i forestillingerne for at skabe en mere engagerende oplevelse.
Resonans er centralt for teatrets arbejde, der har til mål at skabe forbindelse mellem scene og publikum, og skabe genklang hos dem både følelsesmæssigt og intellektuelt.
Teatret rummer to store sale; Watt (kapacitet: 149 publikummer) og Volt (kapacitet: 87 publikummer). Derudover anvendes salen Joule til børneforestillinger eller workshops.

## Organisation

### Teaterleder
Siden juni 2020 har Minna Johannesson været ansat som teaterleder på Teater Nordkraft. Fra 2010 til 2020 var Jakob Tekla Jørgensen teaterleder.

### Bestyrelse[4]
- Johannes Andersen, formand
- Ole Droob, næstformand
- Jørgen Hein, udpeget af Aalborg Byråd
- Lotte Jensen, medarbejderrepræsentant
- Kamilla Bittmann
- Søren Christian Krogh

## Drift og finansiering
Teater Nordkraft støttes med finansiering og lokaler af Aalborg Kommune Derudover bidrager diverse fonde og erhvervssponsorer til teatrets virksomhed.